# Panty Raid
Albums de Zebrahead
Phoenix
(2008) Get Nice!
(2011)
Singles
1. Girlfriend
Sortie : 20 septembre 2009
2. Underneath It All
Sortie : janvier 2010

Panty Raid est le huitième album du groupe de punk-rock américain Zebrahead, sorti au Japon le 4 novembre 2009 et mondialement le 8 décembre suivant.
L'album est entièrement composé de reprises de titre de chanteuses pop. La liste des chansons, l'artwork et la date de sortie furent confirmés sur le blog du groupe le 1er septembre 2009.
Le premier single de l'album, sorti le 20 septembre 2009 est une reprise de Girlfriend, de la chanteuse Avril Lavigne, une vidéo parodiant le clip original été diffusé dans la foulée.

## Liste des chansons
1. Survivor, reprise des Destiny's Child, (2001) - 3:25
2. Girls Just Want to Have Fun, reprise de Cyndi Lauper, (1983) - 2:05
3. Underneath It All, reprise de No Doubt, (2001) - 3:13
4. Trouble, reprise de Shampoo, (1994) - 2:28
5. London Bridge, reprise de Fergie, (2006) - 2:25
6. Beautiful, reprise de Christina Aguilera, (2002) - 3:04
7. Girlfriend, reprise d'Avril Lavigne, (2007) - 3:05
8. The Sweet Escape, reprise de Gwen Stefani feat. Akon, (2006) - 2:52
9. (Introduction) - 0:15
10. Jenny from the Block, reprise de Jennifer Lopez feat. Styles P, Jadakiss, (2002) - 2:39
11. Rehab, reprise de Amy Winehouse, (2006) - 3:08
12. Spice Up Your Life, reprise des Spice Girls, (1997) - 2:26
13. (Introduction) - 0:11
14. Oops!... I Did It Again, reprise de Britney Spears, (2000) - 2:10
15. Get the Party Started, reprise de P!nk, (2001) - 2:24
16. Mickey, reprise de Toni Basil, (1982) - 2:45

### Chansons bonus de la version japonaise
1. All I Want for Christmas Is You, reprise de Mariah Carey, (1994) - 2:55
2. Who Let the Dogs Out?, chanson cachée, reprise de Baha Men, (2000) - 0:40

## Membres du groupe
- Matty Lewis - Guitare rythmique, Chant
- Ali Tabatabaee – Chant
- Greg Bergdorf – Guitare solo
- Ben Osmundson – Guitare basse
- Ed Udhus –  Batterie, Percussions
- Jason Freese - Clavier